# Асеново (област Ямбол)
 За другите български села с това име вижте Асеново (пояснение).  
Асèново е село в Югоизточна България, община Тунджа, област Ямбол.

## География
Село Асеново се намира на около 18 km югоизточно от областния център Ямбол. Разположено е югозападно от Бакаджиците. Климатът е преходноконтинентален, почвите в землището са преобладаващо смолници. Надморската височина в центъра на селото е около 157 m, в западния край е около 150 m, а в източния нараства до около 175 – 180 m.
Общинският път до Асеново е отклонение в отстоящото на около 1,5 km северозападно село Симеоново от минаващия през последното общински път, който на запад води към връзка с първокласния републикански път I-7 (Ямбол – Елхово) и след кръстовището с него – към село Тенево, а на север – към връзка с третокласния републикански път III-5308 и с околните села Калчево, Саранско и други.
Западно покрай Асеново тече ляв приток на Тунджа – река Ада, на която северно от селото има микроязовир, а на дерето югоизточно от него – и втори по-малък, който към 2017 г. е безводен (пресъхнал).
Населението на село Асеново, наброявало 505 души към 1934 г. и 550 към 1946 г., намалява до 78 (по текущата демографска статистика за населението) към 2019 г.
При преброяването на населението към 1 февруари 2011 г., от обща численост 95 лица, за 92 лица е посочена принадлежност към „българска“ етническа група.

## История
След края на Руско-турската война 1877 – 1878 г., по Берлинския договор селото остава на територията на Източна Румелия. От 1885 г. – след Съединението, то се намира в България с името Упчелии. Преименувано е на Асеньово през 1934 г., осъвременено на Асеново през 1965 г.
В Държавния архив – Ямбол, се съхраняват документи на/за Земеделска кооперация „Асеновец“ – село Асеново, Ямболско“ от периодите 1950 – 1958 г. и 1992 – 2009 г. Според промените в наименованието на фондообразувателя, в съответните периоди на съхраняваната в архива документация за тях, са съществували следните организационни структури:
- Трудово кооперативно земеделско стопанство (ТКЗС)– с. Асеново, Ямболско (1950 – 1958);
- Производствен участък при ТКЗС – с. Симеоново, Ямболско, виж фонд № 162 (1959 – 1975);
- ТКЗС – с. Асеново при АПК – с. Тенево, Ямболско, виж фонд № 896 (1976 – 1989);
- Земеделска кооперация „Асеновец“ – с. Асеново (1990 – 1991);
- Земеделска кооперация „Асеновец“ в ликвидация – с. Асеново (1992 – 1993);
- Всестранна кооперация „Възраждане“ – с. Асеново (1993 – 2000);
- Земеделска кооперация за производство и услуги (ЗКПУ) „Възраждане“ – с. Асеново (2000 – 2007);
- Земеделска кооперация за производство и услуги „Възраждане“ в ликвидация – с. Асеново (2007 – 2009) и последно
- Земеделска кооперация за производство и услуги „Възраждане“ в несъстоятелност – с. Асеново (2009 – 2010).

През 2005 г. в Асеново е построен храмът „Свети Димитър“.

## Религии
В село Асеново се изповядва православно християнство.

## Обществени институции
В село Асеново към 2020 г. има действаща само на големи религиозни празници православна църква „Свети Димитър“;

## Природни и културни забележителности
- Паметна плоча на загиналите от село Асеново във войните през 1912 – 1913 г. и 1915 – 1918 г.[10] (монтирана на каменен блок до сградата на бившето училище).